# 국민건강보험공단
국민건강보험공단(國民健康保險公團, 영어: National Health Insurance Service)은 대한민국 국민의 질병·부상에 대한 예방·진단·치료·재활과 출산·사망 및 건강 증진에 대하여 보험 급여를 실시함으로써 국민 보건 향상과 사회 보장 증진에 기여함은 물론 일상생활을 혼자서 수행하기 어려운 노인에게 신체 활동 또는 가사 활동 지원 등의 요양 급여를 실시함으로써 노후의 건강 증진과 생활 안정 도모를 목적으로 국민 건강 보험법에 의거 국민의료보험관리공단과 직장 조합(139개 조합)을 2000년 7월 통합하여 출범한 대한민국 보건복지부 산하 위탁집행형 준정부기관이다. 종래에는 서울특별시 마포구 독막로 311(염리동 168-9)에 위치하였지만, 2016년 1월 21일 강원도 원주시 건강로 32(반곡동)로 이전하였다.

## 설립 근거
- 국민건강보험법[1]

## 주요 업무
전원 중 상당수 직원들이 건강 보험료의 부과, 징수, 보험급여, 노인장기요양보험, 국가건강검진대상자 건강검진안내서, 건강검진표 발송 업무를 수행하고 있다.

## 연혁
- 1977년 6월 1일: 각 직장, 지역 의료보험조합 설립
- 1978년 8월 11일 : 공무원 및 사립학교교직원의료보험관리공단 설립
- 1998년 10월 1일 : 공무원 및 교직원의료보험관리공단, 227개 지역의료보험 조합을 해체 및 국민의료보험관리공단 설립[2]
- 2000년 7월 1일 : 의료보험연합회, 국민의료보험관리공단, 139개 직장 의료 보험 조합 해체 및 국민건강보험공단으로 설립[3]
- 2010년 7월 1일 : CI 교체

## 조직

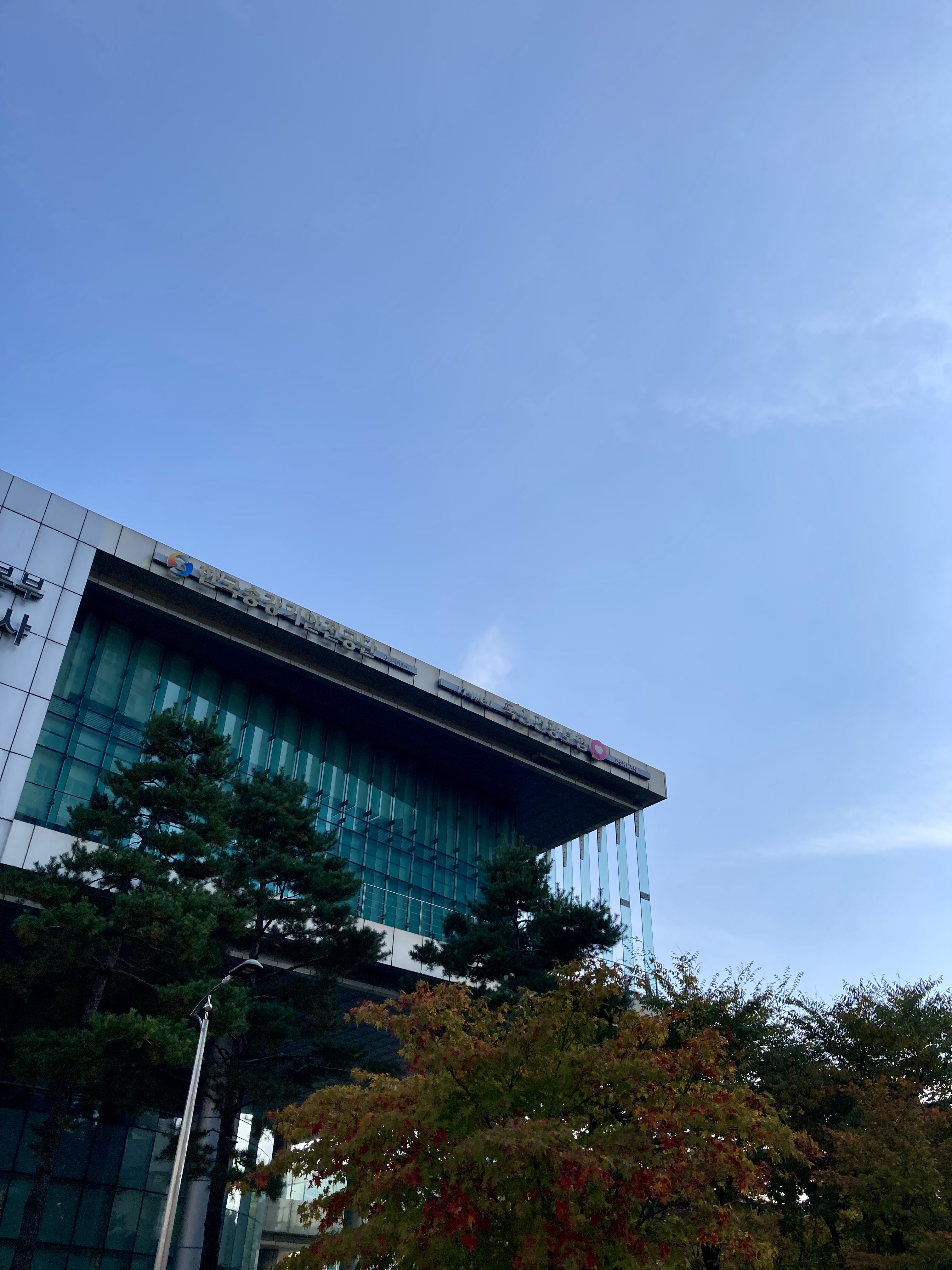
국민건강보험(인천남동지사, 논현로 46번길 23)

본부(강원특별자치도 원주시 소재), 서울 지역 본부 등 6개 지역본부, 전국 178개 지사, 그외 일산병원 등
- 이사회
- 상임감사
  - 감사실

### 이사장
- 비서실

#### 기획상임이사
- 기획조정실
- 법무지원실
- 재정관리실
- 홍보실

#### 총무상임이사
- 인력지원실
- 경영지원실
- 안전관리실
- NHIS인권센터

#### 징수상임이사
- 자격부과실
- 통합징수실
- 고객지원실

#### 급여상임이사
- 급여혁신실
- 급여관리실
- 약제관리실
- 의료기관지원실
- 빅데이터 운영실
- 건강관리실

#### 장기요양상임이사
- 요양기획실
- 요양기준실
- 요양급여실
- 요양심사실

#### 정보화본부
- 정보화본부
- 정보운영실

## 부설 병원
- 국민건강보험 일산병원